# María de las Mercedes Rico Carabias

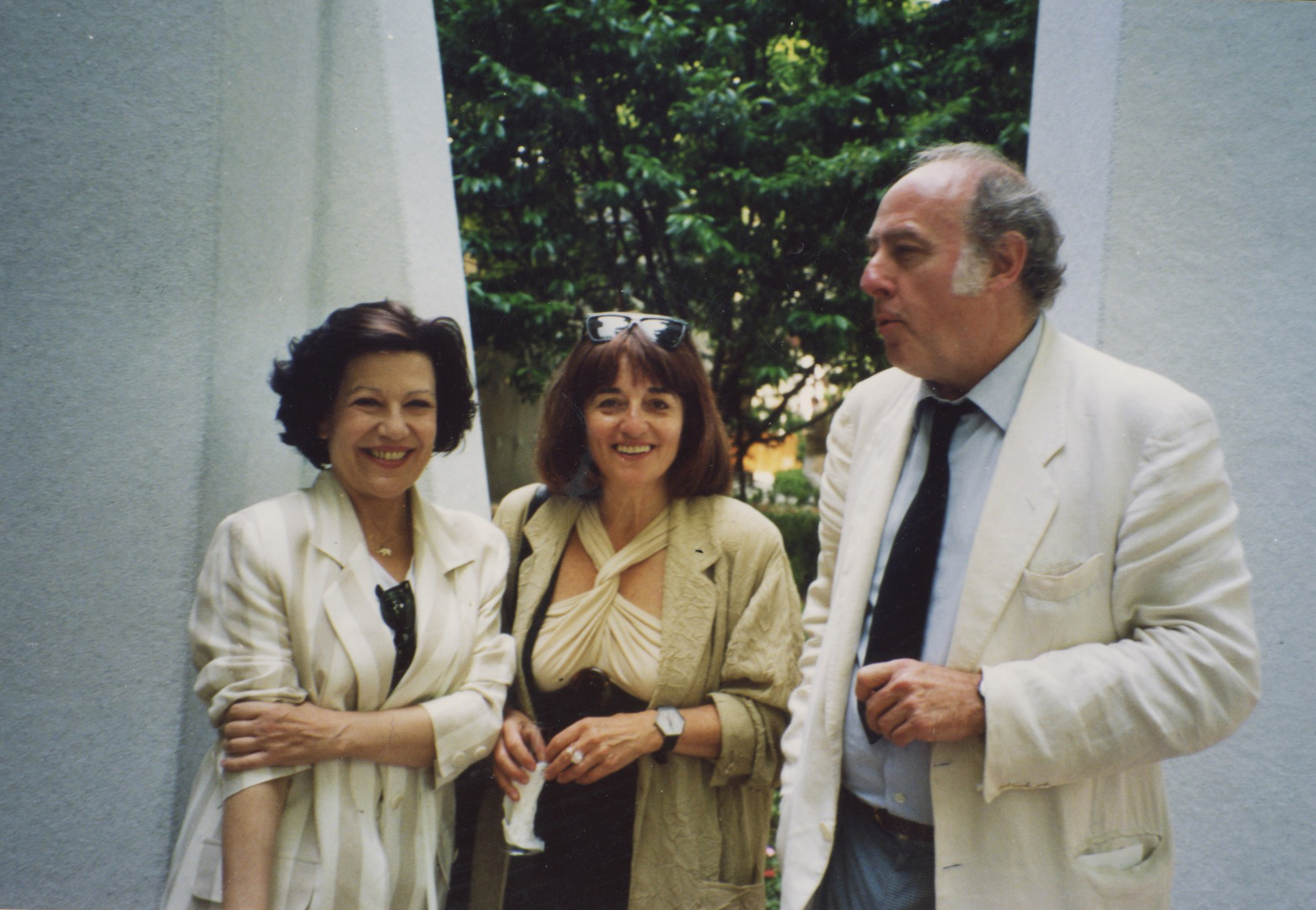
Mercedes Rico (links) mit den Künstlern Marisa González und Eduardo Arroyo, bei der Eröffnung der Biennale di Venezia 1996

María de las Mercedes Rico Carabias (* 21. Januar 1945 in Madrid; † 15. Juni 2022 ebenda) war eine spanische Diplomatin und Botschafterin. Sie war die dritte Frau, die nach der Aufhebung des Verbots Francos für Frauen im diplomatischen Dienst im Jahr 1964 dort eintrat und wurde 1985 die erste weibliche Botschafterin Spaniens.

## Leben
Rico war die Tochter von Josefina Carabias und José Rico Godoy. Sie entstammte damit einer Familie mit einer langen fortschrittlichen und republikanischen Tradition. Sie schloss ihr Studium der Politikwissenschaften in Paris und der Wirtschaftswissenschaften in Madrid ab und trat 1973 in den diplomatischen Dienst ein. Sie war damit erst die dritte Frau, die in den diplomatischen Dienst Spaniens eintrat, nachdem 1964 ein Verbot für Frauen aus der Zeit Francos aufgehoben worden war.
Sie war zunächst in den diplomatischen Vertretungen Spaniens bei den Vereinten Nationen und in Kuba tätig. Von 1983 bis 1985 war sie Generaldirektorin für die Außenpolitik in Lateinamerika.
1985 wurde Rico die erste weibliche Botschafterin Spaniens und zwar als Botschafterin in Costa Rica, wo sie bis 1987 eingesetzt wurde.
Später war sie stellvertretende Generaldirektorin des Amtes für Menschenrechte und spanische Botschafterin in der Italienischen Republik. Zwischen 1994 und 1998 war sie Generaldirektorin für die Außenpolitik für Europa und Nordamerika. Von 1994 bis 1996 war sie Botschafterin in Italien, San Marino und Albanien.
Im Jahr 1998 wurde sie zur stellvertretenden Ständigen Vertreterin für Abrüstungsfragen an der Ständigen Vertretung Spaniens bei den Vereinten Nationen und internationalen Organisationen in Genf und anschließend zur Generalinspektorin der Dienste des Ministeriums ernannt. Im Jahr 2002 trat sie der Sozialistischen Arbeiterpartei Spaniens (PSOE) bei. Wie viele andere war sie mit der spanischen Außenpolitik in der zweiten Amtszeit der konservativen Regierung von José María Aznar unzufrieden. Sie formulierte: „Der Bruch des außenpolitischen Konsenses hat viele im Ministerium verletzt, auch Beamte, die weniger ideologisch gebunden waren [als ich].“
Nach dem Regierungswechsel war sie von 2004 bis 2008 war sie Generaldirektorin für religiöse Angelegenheiten im Justizministerium, eine zu der Zeit schwierige Aufgabe, da nach den Anschlägen von Madrid eine Beziehung zu den Muslimen aufzubauen war, und die katholische Kirche vor einem Finanzierungsproblem stand.
Danach wurde sie von 2008 bis Juli 2011 spanische Botschafterin in Irland.
Ihre journalistische Ausbildung und ihr Interesse am Tanz ermöglichten es ihr, Ende der 1980er und Anfang der 1990er Jahre als Kritikerin für Tanzveranstaltungen für die Zeitung El País zu arbeiten.
Sie verstarb am 15. Juni 2022 in Madrid im Alter von siebenundsiebzig Jahren.